# Крафт Павло Павлович
Павло Павлович Крафт (23 січня  (4 лютого) 1870, Мещовськ Калузької губернії або Пенза — 12 (25) травня, Санкт-Петербург або Саратов ) — російський професійний революціонер, один із засновників Партії соціалістів-революціонерів (або есерів, ПСР). Брав безпосередню участь в організації терористичних актів есерівської Бойової організації.

## Біографія
Сім'я, швидше за все, походить з поволзьких німців. Народився у сім'ї чиновника судового відомства. Спочатку навчався у сімферопольській гімназії (1880—1886), потім — у пензенській. Закінчивши гімназію в 1888, в тому ж році вступив на Фізико-математичний факультет Московського університету. У квітні 1889 виключений з університету за участь у роботі марксистських гуртків Віктора Курнатовського, Олександра Гуковського та інших активістів, після чого висланий до Пензи. У Пензі продовжив займатися революційною діяльністю в гуртках народників та Василя Благославова.
17 (29) листопада 1889 року залучено до дізнання в числі 80 осіб за звинуваченням у скликанні в Пензі з'їзду революціонерів. 24 березня (5 квітня) 1890 року заарештований і переправлений в Санкт-Петербург. У столиці залучався до дізнання за звинуваченням у приналежності до «забороненої спільноти», був ув'язнений.
Вийшовши з ув'язнення 22 серпня (3 вересня) 1892 року, повернувся до Пензи, де перебував під голосним наглядом. Після звільнення працював листоводом у купця Віктора Умнова, давав приватні уроки і розбирав бібліотеку у поміщиці Олени Хвощинської (уродженої княжни Голіциної) у селі Миколаївка Чембарського повіту Пензенської губернії.
У грудні 1895 року переїхав до Сімферополя, де служив у губернській земській управі і в 1898 році вкотре залучався до дізнання — цього разу у справі пензенських соціал-демократичних гуртків.
У вересні 1900 року перебрався до Саратова. Восени 1901 року став одним із засновників Партії соціалістів-революціонерів, увійшовши разом з Катериною Брешко-Брешковською та Григорієм Гершуні до складу «Комісії для зносин із закордоном», яка з часом стала ядром Центрального комітету (ЦК) ПСР. Виступив ініціатором відкриття нелегальної пензенської друкарні адвоката Б.Ф.Тарасова, створеної в 1901-1902 рр.
Безпосередньо брав участь в організації терористичних акцій есерівської Бойової організації: зокрема, забезпечив револьвером та патронами Степана Балмашова, який 2 (15) квітня  смертельно поранив міністра внутрішніх справ Дмитра Сіпягіна, восени того ж року взяв участь у зустрічі керівників ПСР (Гершуні, Євно Азефа, М.Мельникова) у Києві, на якій розглядалися аспекти практичної діяльності партії, у тому числі й терористичного характеру. Також займався підготовкою замаху великого князя Володимира Олександровича.
5 (18) листопада 1902 року заарештовано в Києві та відправлено до Петербурга. Протягом трьох років утримувався у Петропавлівській фортеці, був засуджений до десятирічного заслання. Завдяки проголошенню Маніфесту 17 жовтня 1905 амністований. 
Після амністії знову поринув у партійну роботу. На І-му з'їзді ПСР (29 грудня 1905 року) обирався головою з'їзду. Був кооптований в обраний на з'їзді ЦК партії, в якому займався питаннями організаційної та бойової діяльності есерів .
Помер від хвороби серця, перебуваючи на нелегальному становищі під ім'ям громадянина Французької республіки.